# جيرالدو الكمين
جيرالدو الكمين (بالبرتغالية: Geraldo Alckmin‏) (و. 1952  م) هو طبيب، وسياسي برازيلي، ولد في بندامونهانغابا، هو عضوٌ في الحزب الديمقراطي الاجتماعي البرازيلي.

## مناصب
تولى منصب حاكم ولاية ساو باولو ‏ (1 يناير 2011–6 أبريل 2018)
- حاكم ولاية ساو باولو ‏ (6 مارس 2001–31 مارس 2006)
- عضو مجلس النواب البرازيلي  [لغات أخرى]‏[7]

.

## التعليم
تعلم في Universidade de Taubaté ‏، وتعلم في جامعة هارفارد
.